# ریچارد اوبراین
ریچارد اوبراین (به انگلیسی: Richard O'Brien) (زاده ۲۵ مارس ۱۹۴۲)، بازیگر انگلیسی است. از آثار او می‌توان به نمایش راکی هارور و جک‌بوتس در وایتهال اشاره کرد. از فیلم‌های معروفی که او در آن نقش‌آفرینی کرده می‌توان به فیلم برای همیشه، سرزمین اژدها اشاره کرد.